# Àgnats
Els àgnats (Agnatha) formen una superclasse parafilètica dins l'embrancament dels cordats i els subfílum dels vertebrats; són un tipus de peixos sense mandíbules, com indica el nom.

## Descripció
A més de l'absència de mandíbules, els àgnats es caracteritzen per tenir notocordi, tant les larves com els adults. Els àgnats no són un grup natural sinó parafilètic, ja que el que els uneix no són determinades característiques comunes, sinó l'absència d'altres, en aquest cas de mandíbules.
Es consideren els vertebrats més primitius. El seu esquelet és cartilaginós, per la qual cosa no desenvolupen veritables ossos, escates ni dents. Els més primitius no tenen aleta dorsal ni anal, i només els més derivats tenen aletes parelles. En cap cas, no tenen aletes pelvianes ni pectorals.
La majoria de les espècies d'àgnats s'han extingit; actualment, només sobreviuen les llamprees (Petromyzontidae) i les mixines (Myxini). Es coneixen un centenar d'espècies actuals i són els últims representants actuals d'aquells primitius peixos del paleozoic, que van sorgir fa uns 510 milions d'anys, a començaments del període Ordovicià, i que van ser molt abundants fins a la seva desaparició fa uns 370 milions d'anys, a finals del Devonià.
Aquests animals continuen alimentant-se d'una manera molt primitiva, que no es dona en la resta de vertebrats; són hematòfags en el cas de les llamprees, i necròfags en el cas dels mixinoïdeus. Habiten en les aigües temperades d'ambdós hemisferis, i en les aigües més fredes del tròpic.

## Taxonomia
Els àgnats inclou les següents classes:
- Conodonta †
- Anaspida †
- Thelodonti †
- Pteraspidomorphi †
- Thelodonti †
- Cephalaspidomorphi †
- Galeaspida †
- Pituriaspida †
- Osteostraci †
- Cyclostomata
  - Myxini
  - Hyperoartia

Abans, tots els grups extints es reunien sota el nom d'ostracoderms, grup que avui es considera parafilètics.